# Марусич Володимир Васильович
Володимир Васильович Марусич (17 листопада 1978, с. Солоне Заліщицького району Тернопільської області — 6 листопада 2014, Кримське Луганської області) — український військовик, сержант, оператор-навідник БМП 24-ї окремої механізованої бригади (Яворів), загинув в ході російсько-української війни.

## Життєпис
У 1985–1994 роках навчався у Солонській школі. У 1994–1998 роках навчався у Чернівецькому професійному художньому училищі за спеціальністю майстер художньої обробки деревини.
У 1999 році був призваний в ряди Збройних сил України. Службу проходив у танкових військах на Чернігівщині. У 2003 році знову пішов у військо на службу за контрактом. Опісля проживав у Солоному.
Володимир Марусич був членом ГО «Самооборона Заліщицького району», чатовим 4-ї чоти. 21 серпня 2014 року був призваний під час третьої хвилі мобілізації та призначений на посаду гранатометника 12 механізованої роти 4-го механізованого батальйону 24 ОМБР, підготовку проходив на полігоні у Львівській області.
Загинув 6 листопада 2014 року біля села Кримське Луганської області під час мінометного обстрілу бойовиками взводного опорного пункту. Міна, внаслідок прямого попадання, повністю зруйнувала бліндаж, де знаходився сержант Марусич. Похований 12 листопада в рідному селі.
Батько Василь Петрович помер у 2009 році, мати Марія Йосипівна — вчителька місцевої школи. У сім'ї разом із ним зростали старша сестра Світлана, молодші брат Ігор та сестра Галина.

## Відзнаки та вшанування
За особисту мужність і героїзм, виявлені у захисті державного суверенітету та територіальної цілісності України посмертно нагороджений орденом «За мужність» ІІІ ступеня. Відзнаку вручив голова Тернопільської ОДА Степан Барна 8 травня 2015 року під час поминальних заходів біля статуї «Материнський поклик» у Старому Парку м. Тернополя.
- почесний громадянин Тернопільської області (26 серпня 2022, посмертно)[4];

На початку листопада 2015 року в ЗОШ Солоне Заліщицького району, де він навчався, відбулася посвята меморіальної дошки на фасаді школи його честі.